# Trofeo Las Salinas-Campos-Porreras-Felanich 2020
La 29.ª edición de la clásica ciclista Trofeo Las Salinas-Campos-Porreras-Felanich fue una carrera en España que se celebró el 30 de enero de 2020 sobre un recorrido de 170,7 km en la isla balear de Mallorca. La carrera formó parte del primer trofeo de la Challenge Ciclista a Mallorca 2020.
La carrera formó parte del UCI Europe Tour 2020, calendario ciclístico de los Circuitos Continentales UCI dentro de la categoría 1.1. El vencedor fue el italiano Matteo Moschetti del Trek-Segafredo. Lo acompañaron en el podio, como segundo y tercer clasificado respectivamente, el alemán Pascal Ackermann del Bora-Hansgrohe y el español Jon Aberasturi del Caja Rural-Seguros RGA.

## Equipos participantes
Tomaron parte en la carrera 23 equipos: 5 de categoría UCI WorldTeam, 9 de categoría UCI ProTeam, 8 de categoría Continental y una selección nacional. Formaron así un pelotón de 160 ciclistas de los que acabaron 154. Los equipos participantes fueron:
| WorldTeams (5)- Bora-Hansgrohe - Lotto Soudal - Movistar Team - Israel Start-Up Nation - Trek-Segafredo ProTeams (9)- Bardiani CSF Faizanè - Burgos-BH - Caja Rural-Seguros RGA - Euskaltel-Euskadi - Arkéa-Samsic - Gazprom-RusVelo - Sport Vlaanderen-Baloise - Circus-Wanty Gobert - Vini Zabù-KTM Equipos continentales (8)- Kometa-Xstra - Canyon DHB p/b Bloor Homes - Team SKS Sauerland NRW - Gios Kiwi Atlántico - Equipo Kern Pharma - Team Work Service Romagnano - Swiss Racing Academy - Memil Equipo nacional- Suiza |
| |

## Clasificación final
- La clasificación finalizó de la siguiente forma:[3]

| \| Clasificación general \| Clasificación general \| Clasificación general \| Clasificación general \| Clasificación general \| \| Ciclista \| Ciclista \| Equipo \| Tiempo \| \| \| --------------------- \| --------------------- \| ---------------------- \| --------------------- \| --------------------- \| \| 1.º \| Matteo Moschetti \| Trek-Segafredo \| \| \| \| 2.º \| Pascal Ackermann \| Bora-Hansgrohe \| + 0 s \| \| \| 3.º \| Jon Aberasturi \| Caja Rural-Seguros RGA \| + 0 s \| \| \| 4.º \| Enrique Sanz \| Equipo Kern Pharma \| + 0 s \| \| \| 5.º \| Andrea Pasqualon \| Circus-Wanty Gobert \| + 0 s \| \| \| 6.º \| Emīls Liepiņš \| Trek-Segafredo \| + 0 s \| \| \| 7.º \| Tom Van Asbroeck \| Israel Start-Up Nation \| + 0 s \| \| \| 8.º \| Nacer Bouhanni \| Arkéa-Samsic \| + 0 s \| \| \| 9.º \| Manuel Peñalver \| Burgos-BH \| + 0 s \| \| \| 10.º \| Viacheslav Kuznetsov \| Gazprom-RusVelo \| + 0 s \| \| |                      |                        |        |
| |                      |                        |        |
| Fuente: ProCyclingStats |                      |                        |        |
| Clasificación general |                      |                        |        |
| Ciclista | Ciclista             | Equipo                 | Tiempo |
| 1.º | Matteo Moschetti     | Trek-Segafredo         |        |
| 2.º | Pascal Ackermann     | Bora-Hansgrohe         | + 0 s  |
| 3.º | Jon Aberasturi       | Caja Rural-Seguros RGA | + 0 s  |
| 4.º | Enrique Sanz         | Equipo Kern Pharma     | + 0 s  |
| 5.º | Andrea Pasqualon     | Circus-Wanty Gobert    | + 0 s  |
| 6.º | Emīls Liepiņš        | Trek-Segafredo         | + 0 s  |
| 7.º | Tom Van Asbroeck     | Israel Start-Up Nation | + 0 s  |
| 8.º | Nacer Bouhanni       | Arkéa-Samsic           | + 0 s  |
| 9.º | Manuel Peñalver      | Burgos-BH              | + 0 s  |
| 10.º | Viacheslav Kuznetsov | Gazprom-RusVelo        | + 0 s  |

## UCI World Ranking
El Trofeo Las Salinas-Campos-Porreras-Felanich otorgó puntos para el UCI World Ranking para corredores de los equipos en las categorías UCI WorldTeam, UCI ProTeam y Continental. Las siguientes tablas son el baremo de puntuación y los 10 corredores que obtuvieron más puntos:
| Posición   | 1.º | 2.º | 3.º | 4.º | 5.º | 6.º | 7.º | 8.º | 9.º | 10.º | 11.º | 12.º | 13.º-15.º | 16.º-25.º |
| Puntuación | 125 | 85  | 70  | 60  | 50  | 40  | 35  | 30  | 25  | 20   | 15   | 10   | 5         | 3         |

| Clasificación |                      |                        |        |
| Posición      | Ciclista             | Equipo                 | Puntos |
| ------------- | -------------------- | ---------------------- | ------ |
| 1.º           | Matteo Moschetti     | Trek-Segafredo         | 125    |
| 2.º           | Pascal Ackermann     | Bora-Hansgrohe         | 85     |
| 3.º           | Jon Aberasturi       | Caja Rural-Seguros RGA | 70     |
| 4.º           | Enrique Sanz         | Kern Pharma            | 60     |
| 5.º           | Andrea Pasqualon     | Circus-Wanty Gobert    | 50     |
| 6.º           | Emīls Liepiņš        | Trek-Segafredo         | 40     |
| 7.º           | Tom Van Asbroeck     | Israel Start-Up Nation | 35     |
| 8.º           | Nacer Bouhanni       | Arkéa Samsic           | 30     |
| 9.º           | Manuel Peñalver      | Burgos-BH              | 25     |
| 10.º          | Viacheslav Kuznetsov | Gazprom-RusVelo        | 20     |